# Gymnasium Kaiser-Friedrich-Ufer
Das Gymnasium Kaiser-Friedrich-Ufer (kurz: Kaifu) ist ein staatliches Gymnasium im Hamburger Stadtteil Eimsbüttel, gelegen am namensgebenden Kaiser-Friedrich-Ufer. Die Schule wurde 1892 gegründet, und war bis 1937 eine Oberrealschule, ab 1957 dann ein Gymnasium für Jungen. Die Oberstufe des Gymnasiums Kaiser-Friedrich-Ufer wird seit 1972 im „Eimsbüttler Modell“ gemeinsam mit dem Helene-Lange-Gymnasium betrieben, der Oberstufenunterricht findet im Gebäude des ehemaligen Bismarck-Gymnasiums statt.

## Geschichte
Die Schule wurde am 1. Mai 1892 in einer alten Villa gegründet, wurde jedoch damals als lateinlose höhere Bürgerschule für Jungen bezeichnet. Die Schule wurde zu dieser Zeit von etwa 50 Schülern besucht, die von sechs Lehrern unterrichtet wurden. Nachdem die Bevölkerungszahl Eimsbüttels aus diversen Gründen anstieg kamen immer mehr neue Schüler auf die Schule, weshalb die Schule, die mittlerweile „Realschule in Eimsbüttel“ hieß, im Oktober 1895 in ein größeres Gebäude einziehen musste. Ausgewählt wurde ein Gebäude am Weidenstieg, in dem später die Staatliche Handelsschule mit Wirtschaftsgymnasium Weidenstieg untergebracht war.
Ein Jahr später, 1896, zählte das Kaifu jedoch schon 491 Schüler und 17 Lehrer, so dass ein größerer Neubau nötig wurde. 1905 genehmigte die Bürgerschaft den Plan für den Bau eines neuen Schulgebäudes in der Telemannstraße, der jedoch kurze Zeit später aufgrund extrem hoher Kosten verworfen wurde. Da der Eimsbütteler Turnverband (ETV) ebenfalls ein Gelände suchte, taten sich Kaifu und ETV zusammen und erstellten von 1907 bis 1909 Baupläne für mögliche Gebäude. Nach der Platzsuche wählten sie den unbebauten Platz zwischen dem Kaiser-Friedrich-Ufer, der Bundesstraße, der Hohen Weide und der Heymannstraße für ihre Gebäude aus und teilten ihn sich untereinander auf. Der Bau wurde nach den Entwürfen von Albert Erbe begonnen und konnte 1912 vollendet werden. Der Bau kostete schätzungsweise 791.100 Mark, was heute umgerechnet etwa neun Millionen Euro wären. Durch die Aufteilung zwischen ETV und Kaifu dürfen die Hallen des Eimsbüttler Turnvereins durch das Kaifu kostenfrei mitbenutzt werden.

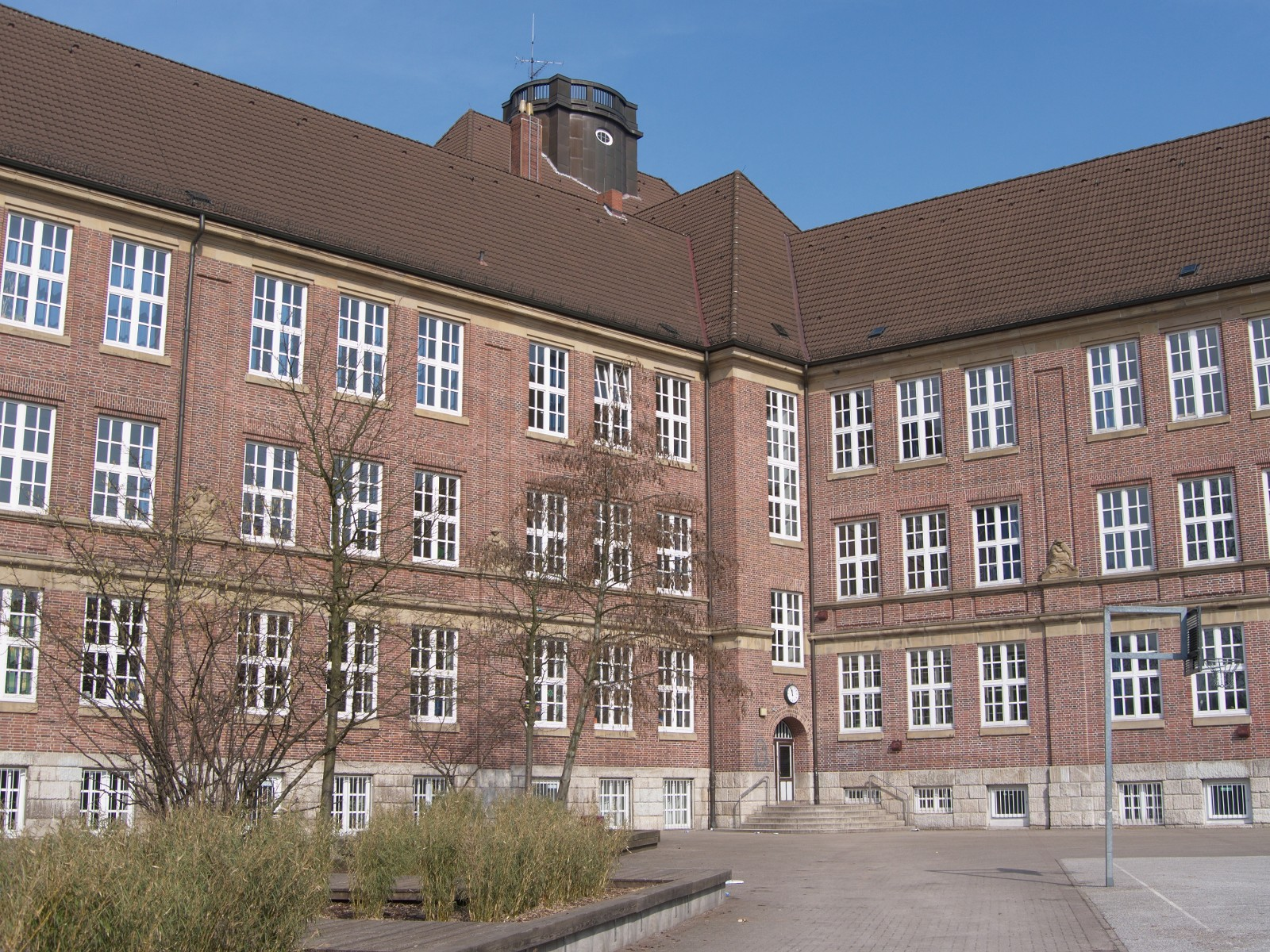
Schulgebäude an der Bundesstraße

Während des Ersten Weltkriegs wurde in der Oberrealschule Kaiser-Friedrich-Ufer ein Reservelazarett mit 220 Betten eingerichtet. Die Räume konnten erst 1919 wieder benutzt werden. Auch im Zweiten Weltkrieg wurde das Schulgebäude wieder zu einem Lazarett umfunktioniert. Zur Zeit des Nationalsozialismus in Hamburg wurden 1939 alle Lehrer des Kaifus, die nicht der NSDAP angehörten, aufgefordert, die Schule zu verlassen.
Von 1952 bis 1964 wurden in dem Gebäude des Kaifu auch Schüler des Wilhelm-Gymnasiums unterrichtet, da in dem früheren Gebäude des Wilhelm-Gymnasiums die Staats- und Universitätsbibliothek Hamburg eingerichtet wurde. Ab dem 1. April 1968 wurde auf dem Kaifu mit der gemeinsamen Unterrichtung von Jungen und Mädchen begonnen.
Zwei Jahre später, 1970, wurde auf den Samstagsunterricht verzichtet. Weitere zwei Jahre später führte man auf der Schule ein Kurssystem ein, das sogenannte „Eimsbüttler Modell“. Hierbei wurden die Oberstufen von mehreren Gymnasien Eimsbüttels zusammen unterrichtet: Ursprünglich wurden neben dem Kaifu die Oberstufen des Bismarck-Gymnasiums und des Helene-Lange-Gymnasiums zusammengefasst. Nach Schließung des Bismarckgymnasiums im Jahre 1997 wurde das Projekt von den beiden anderen Schulen in den Räumen des geschlossenen Gymnasiums fortgeführt. In leicht veränderter Form besteht das Modell noch heute.
1988 wurde die vollständige Renovierung des Schulgebäudes beschlossen, die 1992 zum einhundertsten Jubiläum der Schule beendet wurde. Im Jahr 1999 wurde ein weiteres Gebäude erbaut, dessen Richtfest im Dezember 1999 stattfand und das im Sommer 2000 für die Schüler eröffnet wurde. Dort befinden sich heute die Klassenzimmer der fünften Klassen.
Von August 2011 bis August 2012 wurde an der neuen Cafeteria des Gymnasiums gebaut. Die Baukosten betrugen ca. 1,2 Mio. € und wurden von der Behörde für Schule und Berufsbildung getragen.
Im Herbst 2012 feierte das Gymnasium 100-jähriges Bestehen des Gebäudes. Dazu wurden mehrere ehemalige Schüler eingeladen.
Im Schuljahr 2021/22 wurde das Hauptgebäude komplett saniert. Neben der Erneuerung der Klassenräume, Flure und der Sandsteinfassade wurden Unisex-Toiletten geschaffen und WLAN eingerichtet. Die Klassenstufen 5 bis 9 zogen für diesen Zeitraum neben die Stadtteilschule Altona um.

## Sonstiges

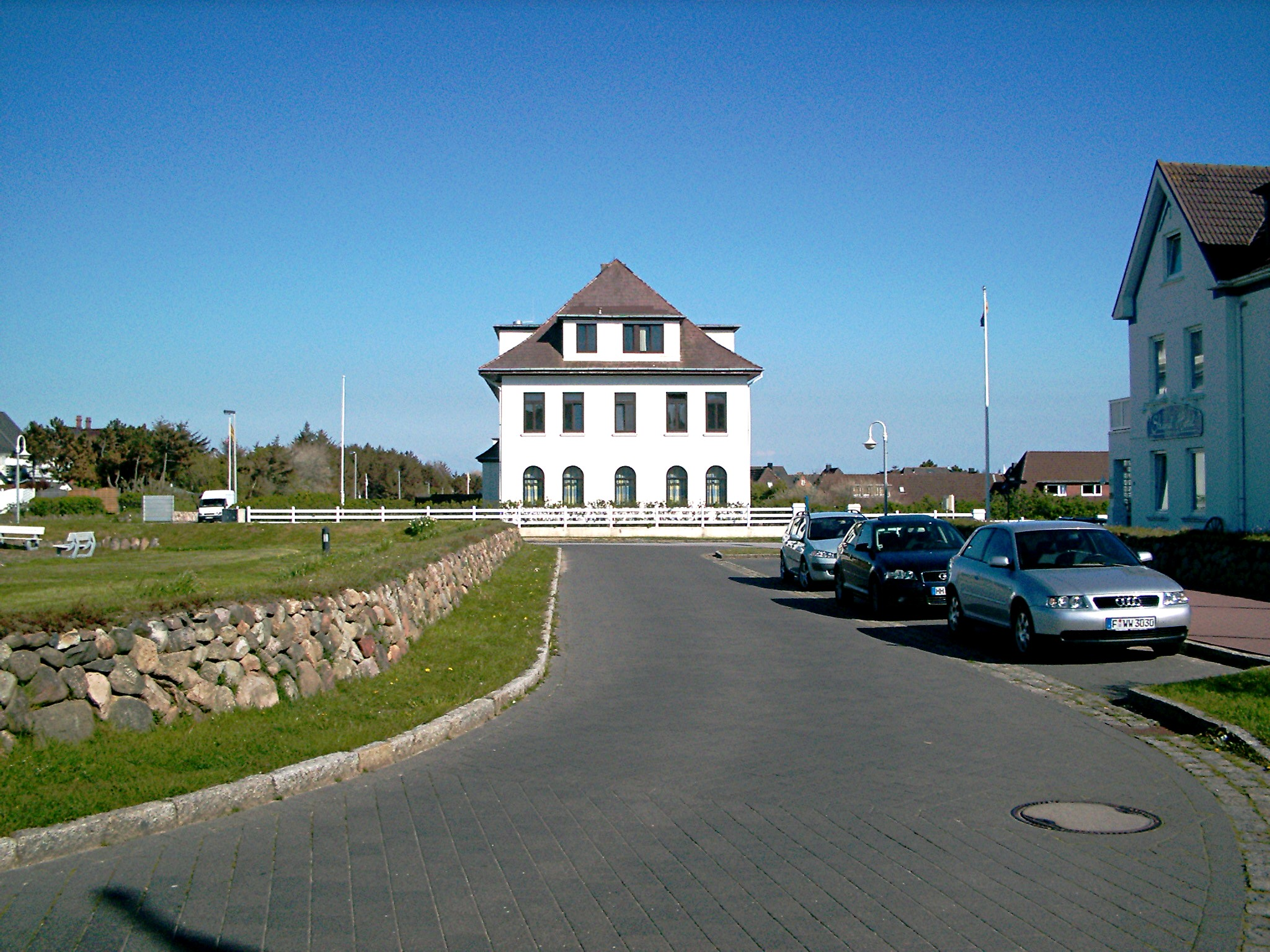
Schullandheim in Wenningstedt

Das Gymnasium Kaiser-Friedrich-Ufer ist eine Apple-Modellschule und hat ein breit gefächertes Austauschprogramm (Prag, Nancy, Budapest, Salt Lake City (bis 2006), Palencia und New York City) und viele Sportangebote (über Rudern und Schwimmen bis Basketball und Tanzen). Nach der Schließung des Bismarck-Gymnasiums und der Übernahme seiner sämtlichen Einrichtungen führt das Gymnasium Kaiser-Friedrich-Ufer zusammen mit dem Helene-Lange-Gymnasium ein Schullandheim in Wenningstedt auf Sylt.
Der Altbau diente mehrfach als Kulisse für Filme und Werbespots, so 1967 für den Film Zur Hölle mit den Paukern mit Hansi Kraus und Theo Lingen und in jüngerer Zeit für den deutschen Fernsehfilm Homevideo und den Kinofilm Sommer. Außerdem wurden mehrere Episoden der Pseudo-Doku-Soap Die Schulermittler in dem Gebäude gedreht.
Im Juni 2021 veranstalteten mehrere Lehrer nach der Verabschiedung einzelner Lehrkräfte eine unerlaubte Feier, bei der Drogen konsumiert wurden, woraufhin die Polizei Ermittlungen aufnahm.

## Bekannte Ehemalige
- Hans Henny Jahnn (1894–1959), Schriftsteller
- Bert Andréas (1914–1984), Historiker und Bibliograf der Geschichte der Arbeiterbewegung
- Jürgen Ehlers (1929–2008), Physiker
- Klaus Riedemann (1935–2017), Politiker (SPD) und MdHB
- Mojib Latif (* 1954), Meteorologe und Klimatologe
- Meinhard Meuche-Mäker (* 1958), Politikwissenschaftler und Autor
- Rainer Nicolaysen (* 1961), Historiker
- Dirk Kienscherf (* 1965), Politiker (SPD) und MdHB
- Tommy Haas (* 1978), Tennisspieler
- Marlène Meyer-Dunker (* 1979), Schauspielerin
- Buddy Ogün (* 1984), Komödiant[11]
- Emily Büning (* 1985), Politikerin, ehemalige Sprecherin der Grünen Jugend

## Bekannte Lehrer
- Eduard Ruether (1871–1941), Historiker
- Bruno Schoeneberg (1906–1995), Mathematiker
- Reiner Schmitz (* 1947), ehemaliger Schulleiter